# 海と君と愛の唄
「海と君と愛の唄」（うみときみとあいのうた）は、南こうせつが1980年6月にリリースした7枚目のシングルである。

## 解説
- オリジナルアルバムには未収録だが、同年発売のベスト盤『グレイテスト・ヒッツ』等に収録されている。
- B面の「さびしい椅子」はアルバム未収録だったが、2001年に発売された『かぐや姫メンバーズ大全集』の特典CDにて初CD化された。

## 収録曲
1. 海と君と愛の唄
  - 作詞:阿木燿子／作曲:南こうせつ／編曲:水谷公生
2. さびしい椅子
  - 作詞:喜多条忠／作曲:南こうせつ／編曲:水谷公生